# Ghida
Ghida – wieś w Rumunii, w okręgu Bihor, w gminie Balc. W 2011 roku liczyła 163
mieszkańców.